# Willem Hesselink
Willem Frederik Hesselink (8 de febrer de 1878 - 1 de desembre de 1973) va ser un jugador de futbol neerlandès i un dels fundadors del club local Vitesse Arnhem el 1892. Era conegut per la seva gorra de llana blava, que semblava portava dia i nit, i va rebre el sobrenom de el Canó, encara que també se'l coneixia com a el Doctor pel seu doctorat en química.

## Carrera
L'any 1890, Hesselink havia format part d'un intent de crear un club de cricket a Arnhem i dos anys més tard va ser un dels fundadors de Vitesse Arnhem. El cricket va ser l'activitat inicial preferida, però el futbol és la va superar ràpidament i Hesselink va ser aviat l'estrella de l'equip. Hesselink també va destacar en l'atletisme, amb diversos rècords nacionals, inclòs el de salt de llargada. Un equip format per ell i els seus germans es van convertir en campions nacionals d'estira i arronsa.
El 1899, va passar a l'HVV i va guanyar el campionat nacional dues vegades. El 1900, Hesselink va ser membre de l'HVV que va participar en la primera edició de la Coupe Van der Straeten Ponthoz, considerada per molts com el primer trofeu europeu de clubs. Al torneig, hi va marcar un gol a la primera ronda en una victòria aclaparadora per 8-1 contra l'amfitrió Léopold FC. També va participar en la final que va acabar amb una derrota per 2-1 davant el RAP.
El 1903, Hesselink es va traslladar a Munic per estudiar Filosofia i Química i es va unir al FC Bayern de Múnic. Hesselink es va convertir en la primera estrella internacional del Bayern. En tres anys es convertiria en el seu jugador estrella, entrenador i president. Tot i jugar al FC Bayern de Múnic, durant els anys 1902–1905, encara jugava regularment també amb el Vitesse Arnhem. El gener de 1906 Hesselink va deixar Munic, deixant un club que havia crescut considerablement en el seu temps al capdavant en mans de Kurt Müller, i va tornar als Països Baixos. Hesselink va continuar la seva carrera futbolística, es va reincorporar a Vitesse Arnhem i després en va esdevenir tresorer i president.

## Carrera internacional
El 1905, Hesselink va començar com a titular el primer partit de la història a casa de la selecció dels Països Baixos, amb una victòria per 4-0 contra Bèlgica. Alguns historiadors li atribueixen un dels gols marcats.

## Vida personal
Al llarg dels anys, Hesselink va crear un currículum vitae colorit que inclou doctorats en química i filosofia, es va convertir en director del Keuringsdienst van Waren, va ser testimoni expert en diversos judicis per assassinat, va fundar un laboratori i va escriure diversos llibres de salut.
La seva tesi sobre els secrets del vi de Porto elaborat a la vora del Duero ha demostrat que resisteix el pas del temps i encara es cita regularment.
Va morir el desembre de 1973 als 95 anys.

## Palmarès
HVV Den Haag
- Campionat holandès: 1899–1900, 1900–01
- Subcampió de la Coupe Van der Straeten Ponthoz: 1900